# Dr.ドラゴン&オリエンタル・エクスプレス
Dr.ドラゴン&オリエンタル・エクスプレス（ドクター・ドラゴン アンド オリエンタル・エクスプレス） は、1976年から1977年まで活動していた日本の覆面ソウルバンド。
ビクター音楽産業（現：ビクターエンタテインメント〈二代目法人〉）のワールドグループ宣伝部（洋楽宣伝部）の“ハッスル・ホンダ”こと本多慧が企画・プロデュースを手掛け、筒美京平がJACK DIAMOND（ジャックダイアモンド）、およびDr.DRAGON（ドクター・ドラゴン）名義として指揮し、後藤次利（ベース）、鈴木茂（ギター）、林立夫（ドラム）、矢野顕子（キーボード、コーラス）がメンバーとして参加したソウルバンド。このほか、羽田健太郎（ピアノ）や槙みちる（コーラス）などもバックミュージシャンとして参加していた。

## ディスコグラフィー

### シングル
- セクシー・バス・ストップ / バンブー（1976年3月5日、再発売盤：1979年3月5日） オリエンタル・エクスプレス名義でリリース。同年、浅野ゆう子に8枚目のシングルとして提供。
- ピーナッツ(ディスコ・バージョン) / ピーナッツ（オリジナル・バージョン）（1976年7月5日） 同年、ジャッキー吉川とブルー・コメッツに34枚目のシングルとして提供。
- ハッスル・ジェット / ディスコ・ナイト（1976年9月1日） 同年、浅野ゆう子に9枚目のシングル、およびシェリーに8枚目のシングル[注 2]としてそれぞれ提供。
- カリブの夢 / 真夜中のウォーク（1977年1月25日）前年、シェリーに8枚目のシングルのB面収録曲、およびK.T. 585BANDのシングル[注 3]として先行提供、および1977年にデューク・エイセスの61枚目のシングルとして、1978年にペドロ&カプリシャスの15枚目のシングルとしてそれぞれ提供。

### アルバム
- The Birth of a Dragon （1976年6月1日・アナログ盤、2013年7月24日・紙ジャケット仕様CD）アナログ盤・VIP-6329、紙ジャケット仕様CD・VICP-65163
- セクシー・バス・ストップ （1992年11月21日・CD）VICP-5218 - 上記のアルバムのタイトル名をそのまま改題し、ボーナストラックとして「ピーナッツ（ディスコ・バージョン）」を追加。
- The Birth of a Dragon +4（2006年4月26日・CD、2006年6月28日・iTunes）VICL-61907 - ボーナストラックとして「ピーナッツ（ディスコ・バージョン）」の他、1979年に発表されたDr.ドラゴンのソロ・ワークスによる楽曲3曲（「スーパー・マン」「サンバ・クラブ」「SUPERMAN HE'S A MACHO（Giant Disco Single Ver.）」）を追加。